# Branislav Mosný
Branislav Mosný (* 1. srpna 1987, Trnava) je slovenský herec.
Vystudoval loutkové a činoherní herectví na VŠMU v Bratislavě. Hostoval v Divadle Astorka, v Divadle Aréna, ve Státním divadle v Košicích a ve Štúdiu 12. Je spoluzakladatelem Divadla Petra Mankoveckého. Je členem Divadla Jána Palárika v Trnavě.
Se svou partnerkou Silvií Soldanovou má syna Adama.